# Gompo Tashi
Gompo Tashi (hoặc Gonpo Tashi; chữ Tạng: མགོན་པོ་བཀྲ་ཤིས་, Wylie: mgon po bkra shis, tiếng Trung giản thể: 公保扎西, Hán Việt: Công Bảo Trát Tây; sinh tháng 10 năm 1962, người Tạng) là chính trị gia nước Cộng hòa Nhân dân Trung Hoa. Ông là Ủy viên dự khuyết Ủy ban Trung ương Đảng Cộng sản Trung Quốc khóa XVIII, hiện là Bí thư Đảng tổ, Chủ tịch Chính Hiệp Thanh Hải. Ông từng là Thường vụ Tỉnh ủy, Khu ủy, Bộ trưởng Bộ Thống Chiến của hai địa phương là Thanh Hải và Tây Tạng; Tổng thư ký kiêm Bí thư Ủy ban Công tác khối cơ quan Khu ủy Tây Tạng và Bí thư Thành ủy Lhasa.
Gompo Tashi là đảng viên Đảng Cộng sản Trung Quốc, học vị Cử nhân Kinh tế học, Chính trị học, Thạc sĩ Quản trị kinh doanh. Ông có sự nghiệp 10 năm công tác ở trung ương, 20 năm ở Tây Tạng rồi quay trở về quê nhà Thanh Hải của mình.

## Xuất thân và giáo dục
Gompo Tashi sinh tháng 10 năm 1962 tại Huyện tự trị dân tộc Hồi Hóa Long, địa khu Đông Hải, tỉnh Thanh Hải, Cộng hòa Nhân dân Trung Hoa. Ông lớn lên trong một gia đình người Tạng ở đây, đến cuối năm 1974 thì tới Hoàng Nguyên của thủ phủ Tây Ninh để theo học ngành thú y gia súc chuyên nghiệp ở Trường Chăn nuôi gia súc Hoàng Nguyên (青海省湟源畜牧学校, này là Học viện Kỹ Chức vật nuôi Thanh Hải), tốt nghiệp sau đó 4 năm. Tháng 9 năm 1981, ông được điều tới thủ đô Bắc Kinh để theo học lớp huấn luyện và bồi dưỡng chính trị 1 năm ở Học viện Dân tộc Trung ương (nay là Đại học Dân tộc Trung ương), và được kết nạp Đảng Cộng sản Trung Quốc vào tháng 7 năm 1983. Trong giai đoạn này, ông tiếp tục học tập ở thủ đô, tham gia học ban kiểm tra, kỷ luật ở Văn phòng Nghiên cứu và Giảng dạy Chủ nghĩa Marx–Lenin của Đại học Sư phạm Bắc Kinh từ tháng 3 năm 1985 đến tháng 1 năm 1987. Tháng 9 năm 1994, ông tới thủ phủ Trường Sa để học chương trình nghiên cứu sinh tại chức quản lý công thương của Học viện Thương mại Quốc tế thuộc Đại học Hồ Nam, nhận bằng Thạc sĩ Quản trị kinh doanh vào tháng 7 năm 1996. Về chính trị, ông từng tham gia khóa chuyên nghiệp quản lý kinh tế theo phương thức giáo dục từ xa từ tháng 8 năm 1992 đến tháng 12 năm 1994, khóa tiến tu giai đoạn tháng 3–7 năm 1999, đều tại Trường Đảng Trung ương Đảng Cộng sản Trung Quốc.

## Sự nghiệp

### Giai đoạn đầu
Tháng 7 năm 1978, sau khi tốt nghiệp trường chăn nuôi Hoàng Nguyên, Gompo Tashi được tuyển vào Viện nghiên cứu Khoa học thú y và chăn nuôi Thanh Hải làm kỹ thuật viên khi 15 tuổi. Sau đó 4 năm, khi vừa hoàn thành khóa huấn luyện ở trường Dân tộc Trung ương, ông được giữ lại trường làm cán bộ Phòng Nhân sự của trường, và là thư ký của Văn phòng Đảng ủy trường. Tiếp tục một lần 4 năm nữa, vào tháng 9 năm 1986, ông được điều tới Bộ Tổ chức Trung ương Đảng Cộng sản Trung Quốc (Bộ Trung Tổ) công tác với vị trí cán bộ cấp chính khoa, phó chủ nhiệm khoa viên của Phòng Điều phối, Cục Điều phối cán bộ. Tháng 1 năm 1991, ông là thư ký trong Sảnh văn phòng Bộ Trung Tổ, thăng cấp công vụ viên cấp phó xứ sau đó 1 năm rồi chính xứ sau đó 4 năm, công tác ở cơ quan này cho đến 1996, tròn 10 năm.

### Tổ chức địa phương
Cuối năm 1996, Gompo Tashi được điều tới Khu tự trị Tây Tạng, về địa khu Xigazê nhậm chức Phó Bí thư Địa ủy. Sau đó 4 năm, ông được chuyển sang địa khu Nagqu làm Phó Bí thư Địa ủy, Phó Trưởng quan Hành chính thường vụ địa khu này trong nửa năm rồi thăng chức làm Bí thư Địa ủy Nagqu từ tháng 9 năm 2000, bầu làm Chủ nhiệm Ủy ban Thường vụ Nhân Đại địa khu từ tháng 11 năm 2001. Tháng 4 năm 2003, Gompo Tashi tới thủ phủ Lhasa, được bổ nhiệm làm Bí thư Thành ủy Lhasa, giữ chức hơn 3 năm thì chuyển chức làm Bộ trưởng Bộ Thống Chiến Khu ủy Tây Tạng trong 1 tháng, được bầu vào Ban Thường vụ Khu ủy này và phân công làm Tổng thư ký Khu ủy kiêm Bí thư Ủy ban Công tác khối cơ quan thuộc Khu ủy vào cuối năm 2006, cấp phó tỉnh. Tháng 11 năm 2011, ông trở lại vị trí Bộ trưởng Bộ Thống Chiến Tây Tạng, kiêm Bí thư Đảng tổ Chính Hiệp khu, được bầu làm Phó Chủ tịch Chính Hiệp Tây Tạng từ tháng 1 năm 2012. Ngày 8 tháng 11 năm 2012, Gompo Tashi tham gia Đại hội Đảng Cộng sản Trung Quốc khóa XVIII, được bầu làm Ủy viên dự khuyết Ủy ban Trung ương Đảng Cộng sản Trung Quốc khóa XVIII nhiệm kỳ 2012–17. Với Tây Tạng, ông giữ các chức vụ cho đến năm 2016, tròn 20 năm với địa phương này.
Tháng 12 năm 2016, Gompo Tashi được điều về quê nhà Thanh Hải, chỉ định vào Ban Thường vụ Tỉnh ủy, nhậm chức Bộ trưởng Bộ Thống Chiến Tỉnh ủy Thanh Hải từ tháng 1 năm 2017. Tháng 1 năm 2018, ông trúng cử là đại biểu của Hội nghị Hiệp thương Chính trị Nhân dân Trung Quốc khóa XIII từ Thanh Hải, đến đầu năm 2020 thì kiêm nhiệm thêm vị trí Phó Bí thư Chính Hiệp tỉnh. Ngày 24 tháng 1 năm 2022, ông được bầu làm Chủ tịch Ủy ban Thanh Hải Hội nghị Hiệp thương Chính trị Nhân dân Trung Quốc.